# Дубно 1
Дубно-1 (Дубно первое) — деревня в Невельском районе Псковской области России. Входит в состав сельского поселения «Лобковская волость».
Находится в 5 верстах юго-западнее деревни Усово и примерно в 20 верстах к юго-востоку от города Невель рядом с озером Езерище.

## Население
Численность населения деревни на конец 2000 года составляла 3 жителя.